# انقلاب (فیلم ۱۹۸۴)
انقلاب (انگلیسی: Inquilaab) یک فیلم به کارگردانی تاتیننی راما رائو است که در سال ۱۹۸۴ منتشر شد. از بازیگران آن می‌توان به آمیتاب باچان اشاره کرد.